# 불과 얼음
《불과 얼음》(영어: Fire and Ice)은 미국에서 제작된 랠프 백시 감독의 1983년 애니메이션 다크 판타지 모험 영화이다.

## 목소리 출연
- 매기 로즈웰
- 스티브 샌더
- 리오 고든
- 수전 터렐